# Topotekan

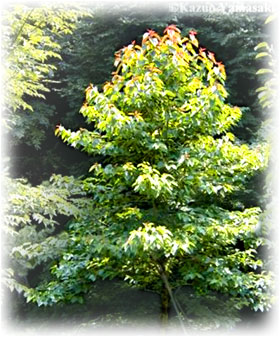
Camptotheca acuminata – drzewo z którego pozyskiwana jest kamptotecyna

Topotekan – organiczny związek chemiczny, chemioterapeutyk z grupy inhibitorów topoizomerazy. Lek ten jest przyjmowany w postaci chlorowodorku. Topotekan (w preparacie Hycamtin) jest pierwszym zarejestrowanym inhibiotorem topoizomerazy I, który może być stosowany doustnie. Poza tym lek może być stosowany we wlewie dożylnym.

## Wskazania do stosowania
- Rak jajnika[5],
- Rak szyjki macicy[6][7],
- Drobnokomórkowy rak płuc (SCLC)[8][9].

## Eksperymentalne zastosowania leku
Trwają badania, które wskazują na skuteczność zastosowania topotekanu w przypadku:
- nerwiaka[10],
- glejaka[11],
- mięsaku Ewinga[12].

## Mechanizm działania
Topotekan jest półsyntetyczną pochodną kamptotecyny, która jest alkaloidem pozyskiwanym z drzewa Camptotheca acuminata. Działanie przeciwnowotworowe leku polega na hamowaniu topoizomerazy I. Topoizomeraza I jest enzymem jądrowym, który odpowiada za zmniejszenie napięcia torsyjnego DNA, poprzez wywoływanie powstawania odwracalnych pęknięć w obrębie pojedynczych nici, co pozwala na powstanie widełek replikacyjnych. Natomiast topotekan interkaluje pomiędzy zasady azotowe w DNA. Gdy widełki replikacyjne dotrą do miejsca, w którym pomiędzy zasadami znajduje się topotekan, dochodzi do zahamowania procesu replikacji. Łącząc się z kompleksem topoizomeraza I–DNA, topotekan uniemożliwia odtwarzanie wiązań w miejscach pęknięć i uszkadza strukturę podwójnych łańcuchów DNA. Komórka niezdolna do replikacji po pewnym czasie umiera.

## Działania niepożądane
Występujące bardzo często
- gorączka neutropeniczna,
- neutropenia
- małopłytkowość
- niedokrwistość
- leukopenia
- anoreksja
- zapalenie błon śluzowych
- nudności
- wymioty
- biegunka
- zaparcia
- bóle brzucha
- łysienie
- gorączka
- osłabienie
- zmęczenie
- zakażenie[3][4]

Występujące często
- reakcje nadwrażliwości
- hiperbilirubinemia
- świąd
- złe samopoczucie
- posocznica[3][4]

Występujące rzadko
- reakcja anafilaktyczna
- obrzęk naczynioruchowy
- pokrzywka[3][4]

Występujące bardzo rzadko
- wynaczynienie
- śródmiąższowa choroba płuc[3][4]

## Specjalne środki ostrożności
- Podczas stosowania leku należy wykonywać regularnie pełne badanie morfologiczne krwi.
- U pacjentów z gorączką, neutropenią oraz bólem brzucha należy rozważyć możliwość zapalenia okrężnicy.
- W przypadku stwierdzenia śródmiąższowego zapalenia płuc należy przerwać terapię topotekanem.
- Nie zaleca się stosowania leku u chorych z ciężkimi zaburzeniami nerek lub wątroby (wywołanymi marskością)[4].

### Interakcje z innymi lekami
- Nie hamuje enzymów cytochromu P-450 u ludzi – nie wykazano wpływu na farmakokinetykę topotekanu, po zastosowaniu granisetronu, ondansetronu, morfiny lub kortykosteroidów.
- W przypadku stosowania terapii skojarzonej topotekanu z innymi lekami istnieje możliwość zmniejszenia dawek leków w celu zwiększenia tolerancji leczenia[3][4].

### Stosowanie podczas ciąży i karmienia piersią
W czasie stosowania topotekanu należy zaleca się unikanie zajścia w ciążę. Nie zaleca się stosowania leku w czasie karmienia piersią.

### Wpływ na prowadzenie pojazdów mechanicznych
Należy zachować ostrożność ze względu na często występujące efekty uboczne stosowania leku w postaci osłabienia i zmęczenia.

### Przedawkowanie
Nie jest znane swoiste antidotum. W przypadku przedawkowania może dojść do zahamowania funkcji szpiku i zapalenia błon śluzowych.

## Preparaty
Preparaty na polskim rynku zawierające topotekan: Hycamtin, Potactasol, Topotecan medac, Topotecanum Accord.